# Jennifer Cooke
Jennifer Cooke (* 19. September 1964 in New York City) ist eine US-amerikanische ehemalige Fernseh- und Filmschauspielerin. 
Cooke trat bereits seit ihrem neunten Lebensjahr in Werbespots auf. Ihre bekanntesten Rollen als Schauspielerin waren die der  Elizabeth Maxwell alias Star Child in der Fernsehserie V – Die außerirdischen Besucher kommen (1984–1985) sowie die der Megan im Horrorfilm Freitag der 13. Teil VI – Jason lebt (1986). Sie wirkte auch in den Serien Springfield Story (1982) und Der Hitchhiker (1985) mit. 
1986 zog sich Cooke aus dem Schauspielgeschäft zurück. Sie heiratete den Geschäftsmann Mo Siegel, der Mitbegründer der in den USA sehr bekannten Tee-Firma Celestial Seasonings war, und ist heute Mutter von zwei Kindern. 

## Filme und Serien
- 1978: Tom and Joann (Fernsehfilm)
- 1978: Daddy, I Don’t Like It Like This (Fernsehfilm)
- 1979: Junge Schicksale (Fernsehserie, 1 Episode)
- 1982: Springfield Story (Fernsehserie, 4 Episoden)
- 1984: Summer (Fernsehfilm)
- 1984: Cheerballs
- 1984–1985: V – Die außerirdischen Besucher kommen (Fernsehserie, 19 Episoden)
- 1985: Der Hitchhiker (Fernsehserie, 1 Episode)
- 1986: Freitag der 13. Teil VI – Jason lebt (Friday the 13th Part VI: Jason Lives)
- 1986: Ein Schicksalsjahr (Fernsehserie, 2 Episoden)